# 翁達灣 (索納區)
翁達灣（西班牙語：Bahía Honda），是巴拿馬的城鎮，位於該國中西部，由貝拉瓜斯省的索納區負責管轄，面積175平方公里，海拔高度0米，2010年人口1,037，人口密度每平方公里5.93人。